# USS Ulysses S. Grant (SSBN-631)
USS Ulysses S. Grant (SSBN-631) – amerykański okręt podwodny o napędzie atomowym z okresu zimnej wojny typu James Madison, przenoszący pociski SLBM. Wszedł do służby w 1964 roku. Okręt nazwano imieniem Ulyssesa Granta, generała wojny secesyjnej i 16. prezydenta Stanów Zjednoczonych. Wycofany ze służby w 1992 roku.

## Historia
Kontrakt na budowę okrętu został przydzielony stoczni Electric Boat w Groton 20 lipca 1961 roku. Rozpoczęcie budowy okrętu nastąpiło 18 sierpnia 1962 roku. Wodowanie miało miejsce 2 listopada 1963 roku, wejście do służby 17 lipca 1964 roku. Po wejściu do służby wykonał do 1969 roku 18 patroli na wodach Pacyfiku, bazując na Guam.
W 1969 roku na „Ulysses S. Grant” wymieniono pociski Polaris na Poseidon. Po modernizacji i testach morskich, okręt ponownie rozpoczął patrole morskie w 1970 roku, bazując w szkockiej bazie Holy Loch Refit Site One. Z bazy tej operował do września 1977 roku, kiedy to powrócił do Stanów Zjednoczonych, w celu wykonania remontu. 4 kwietnia 1987 roku, podczas sztormu, jedna z fal zmyła z pokładu okrętu dwóch członków załogi, których nie udało się uratować.
Okręt wycofano ze służby 12 czerwca 1992 roku. Złomowanie okrętu zakończyło się 23 października 1993 roku.